# Рада Казалийска
Рада Вълчева Казалийска-Поппантелеева или Поппанталеева е българска просветна деятелка и революционерка.

## Биография
Родена е на 8 юли 1821 година в село Райково, Пашмаклийско, днес квартал на Смолян, в семейството на Кина Парапитска и търговеца на шаяци и гайтани Вълчо Казалията. От приятеля им Димитър Минчев-Гайтанджията научават, че в Карлово и Калофер са открити български училища и Вълчо Казалия решава да прати дъщеря си да учи при Райно Попович, за да може да открие българско училище и в Райково. От 1836 до 1840 година Рада учи при Попович в Карлово, след което баща ѝ я изпраща да продължи учението си в Горния женски метох в Калофер, където преподава Ботьо Петков. Учи там от 1840 до 1842 година и изучава и богослужебния ред. Иска да стане монахиня, но баща ѝ я прибира в Райково, за да я направи учителка.
По решение на райковските първенци Даниел Костов, светогорския монах Григорий и свещеник Толкьовски, на 1 септември 1842 година в наетата стая от къщата на Насо Рупеца и Рада Рупецова с 46 деца са слага началото на първото българско училище в Райково, заместило откритото в 1820 година килийно училище. В 1845 година в църквата „Света Неделя“ Рада Казалийска отваря и второ вечерно училище за славяно-църковен език и църковно песнопение. Завършилите първото ѝ училище стават първите учители в този край, а завършилите второто ѝ училище – първите български свещеници и църковни певци, които постепенно изместват гръцките духовници.
В 1852 и 1853 година пише първите си стихотворения „На баща ми“ и „На майката и нейната реч“. След 10-годишно учителстване, през 1852 година се омъжва за учителя Пантелей Арнаудов, неин ученик от вечерното училище. Единственият им син Христо Поппантелеев завършва Българската семинария в Цариград и висша педагогика в Белград. През 1894 година е назначен за директор-учител на Софийската гимназия, но родителите му го викат в Райково, където става учител и деец на ВМОРО. Майка му и баща му активно го подкрепят в революционната дейност.
През юни 1901 година властите правя обиск в семейната им къща му и откриват 18 пушки и голяма документация на революционната организация. Арестувани са поп Пантелей и попадията Рада, които са затворени в Одрин, но Христо успява са се спаси и бяга в Свободна България. Поп Пантелей Арнаудов и Рада Казалийска прекарват над година в Одринския затвор. Освободени са след застъпничество на руския консул в града и цялото семейство е принудено да бяга в Станимака, Свободна България.
След освобождаването им, в 1902 година, съпругът ѝ умира, а Рада приелма монашество под името Евдокия в Калоферския девически манастир, в който е учила като малка. Умира на 14 декември 1907 година.
Личният ѝ архив се съхранява във фонд 463К в Държавен архив – Смолян. Той се състои от 109 архивни единици от периода 1908 – 1991 година.